# Néokastra
Neokastra ou Néakastra (en grec : Νεόκαστρα, « nouvelles forteresses » ; dans les sources latines : Neocastri ou Neochastron) est un thème (une province civile et militaire) byzantin aux XIIe et XIIIe siècles situé au nord-ouest de l’Asie Mineure, dans l’actuelle Turquie.

## Histoire
Son origine et son extension sont floues. Selon Nicétas Choniatès, le thème est fondé par Manuel Ier Comnène entre 1162 et 1173. Manuel débarrasse la région centrée autour des trois villes de Chliara (aujourd’hui : Kırkağaç), Pergame et Adramyttion des bandes de pillards turcs. Il rebâtit et reconstruit les villes et établit des forts dans les environs. La signification éclairante du nom du thème (« nouvelles forteresses ») symbolisant la volonté de Manuel d'établir une meilleure continuité défensive entre la Bythinie et la vallée du Méandre. Il finit faire de la région une province séparée dirigée par un gouverneur nommé harmostes (ou superviseur) par Choniatès qui utilise probablement un terme archaïque. Le titre contemporain devant être celui de doux (ou duc),. Toutefois, le chrysobulle impérial de 1198 relatif aux Vénitiens mentionnent que la ville d'Adramyttion ne fait pas partie du thème de Néokastra. Le Partitio Romanae de 1204 mentionne quant à lui que les trois villes citées ci-dessus n'appartiennent pas au thème,. L'historienne Hélène Ahrweiler affirme le contraire, suggérant qu'en 1198, Adramyttion pourrait avoir formé un district séparé et que le copiste du Partitio Romanae aurait fait une erreur. 
Le thème survit à la destruction de l'Empire byzantin après la Quatrième Croisade en 1204 et reste sous le contrôle de Empire de Nicée dont il constitue aux côtés du thème des Thracésiens la plus importante province. Toutefois, les frontières du thème ont changé. Adramyttion est tombée aux mains de l'Empire latin de Constantinople et Pergame est abandonnée et laissée en ruines. Le récit de Georges Acropolite reflète la nouvelle situation de la province qu'il distingue des villes de Chliara et de Pergame pour mentionner le village de Kalamos (aujourd'hui : Gembele) comme le point le plus septentrional du thème, à la frontière avec les Latins,,. Sur la base du texte d'Acropolite, l'historien Ruth Macrides suggère une lecture alternative du récit de Choniatès qui aurait placé le thème de Néokastra immédiatement à l'est des trois villes (Chliara, Pergame et Adramyttion). Ahrweiler a aussi suggéré que le thème de Néokastra, sous l'ère nicéenne, se serait étendu au sud jusqu'à Magnésie et Sardes, mais cela reste hypothétique. Quelques-uns des gouverneurs de la province sont connus : Manuel Kalampès vers 1284, Libadarios qui est impliqué dans la révolte d'Alexis Philanthropène en 1296 et le parakimomène Constantin Doukas Nestongos vers 1303-1304 qu'Ahrweiler identifie comme le dernier doux de la région. Cette dernière tombe ensuite rapidement aux mains des beylicats des Karesioğulları et des Saruhanides,.